# Барбарис Валлиха
Барбарис Валлиха (также барбарис Уоллиха; лат. Berberis wallichiana) — вид деревянистых растений рода Барбарис (Berberis) семейства Барбарисовые (Berberidaceae).
Вид назван в честь датского ботаника Натаниэла Валлиха.
Предпочитают теплую влажную суглинистую почву. Хорошо растет на тяжелых глинистых почвах. Растения можно довольно сильно обрезать, они хорошо отрастают от основания.

## Ботаническое описание
Прямостоячий, колючий, вечнозелёный кустарник, сильно разветвлённый от основания; может достигать 200 см в высоту. Листья эллиптические или ланцетные, 5—10 см длиной.
Цветки собраны по 10—20 в кисти. Плоды чёрные, односемянные.

## Синонимы
- Berberis atrovirens Wall. ex G.Don
- Berberis atroviridis Steud.
- Berberis macrophylla Lindl.
- Berberis poluninii Ahrendt